# Megorama subserratum
Megorama subserratum is een keversoort uit de familie klopkevers (Anobiidae). De wetenschappelijke naam van de soort is voor het eerst geldig gepubliceerd in 1974 door Israelson.